# 아도 그렌츠슈타인

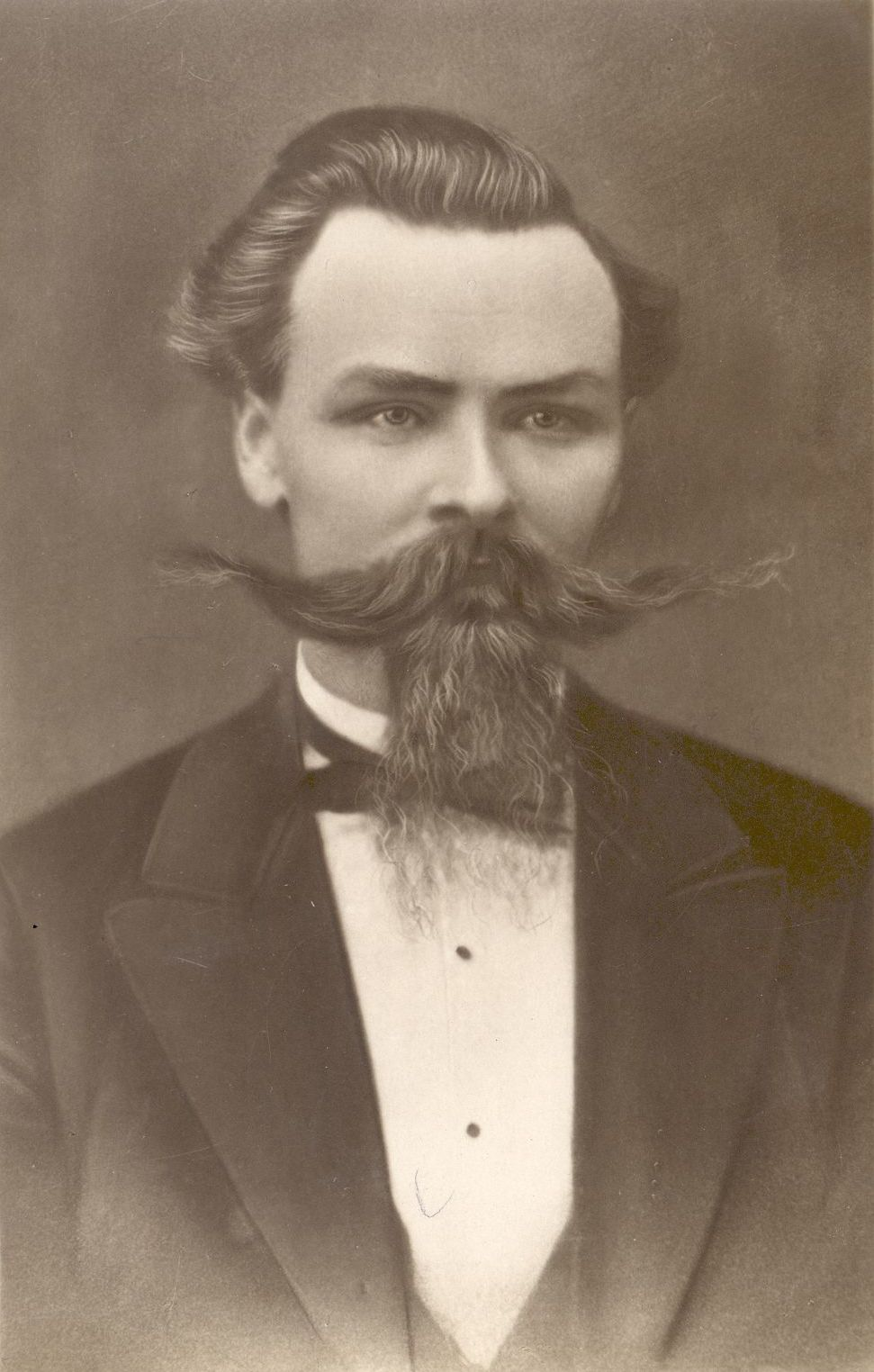
아도 그렌츠슈타인

아도 그렌츠슈타인(Ado Grenzstein 1849년 2월 5일 ~ 1916년 4월 20일)는 에스토니아의 시인이자 정치부 기자, 교사이다. 아도 그렌츠슈타인 이외에 A.피리키비(A. Piirikivi)라는 가명도 사용했다.

## 삶
에스토니아 타르바스트 주의 콕시라는 작은 마을에서 평범한 가정의 아들로 태어났다. 1871년~1874년 동안
발가 시에서 교육학을 공부하여 교사자격을 취득했다. 1874년부터 76년까지는 아우드루에서 교회관리인 겸 기간제 교사로 근무하다가 1876년에 타루투에서 정교사 자리를 얻게 된다. 1878년부터 2년 동안은 빈에서 교육학을 더 공부했고 러시아 상트페테르부르크에서 가정교사로 일하기도 했다.
당시 유럽에서 팽배했던 민족주의의 열풍속에 그렌츠슈타인도 에스토니아 민족주의에 관심을 갖게 되었다. 그는 에스토니아의 유명 일간지 포스티메스에 취직해서 발트 독일인 대지주들을 비판하는 내용의 기사를 썼다. 1882년에는 에스토니아 문예지 "올레빅"(현재,지금이란 뜻)을 창간했는데 이 잡지는 에스토니아 문화사에서 매우 중요한 구실을 한 문예지이다. 그는 특히 에스토니아어의 발전에 많은 관심을 기울였다.